# 312 (tal)
312 är det naturliga talet som följer 311 och som följs av 313.

## Inom vetenskapen
- 312 Pierretta, en asteroid.

## Inom matematiken
- 312 är ett jämnt tal
- 312 är ett ymnigt tal
- 312 är ett sammansatt tal